# Sol tardío
Sol tardío fue una telenovela chilena producida por Protab para Televisión Nacional de Chile en 1976, basada en un guion de Arturo Moya Grau y dirigida por José Caviedes. 

## Argumento
Marcela (Malú Gatica) es una prestigiosa pianista de edad madura, que sin embargo nunca logró formar una familia propia, y vive con su sobrina María Teresa (Ximena Vidal), y su fiel empleada Fresia (Violeta Vidaurre) en Peñaflor. Sin embargo, el amor llega a su vida de la mano de un joven llamado Rodolfo (Patricio Achurra), quien también es tentado por María Teresa. Sin embargo, la relación de Rodolfo y Marcela es repudiada por la familia de Rodolfo: su padre Adrián (Walter Kliche) y sus hermanos Jorge (Nelson Brodt) y Silvia (Ana María Palma). Con ellos vive Flora (Paz Irarrázabal), cuñada de Adrián y enamorada de él.
Otro problema es que Cristóbal (Armando Fenoglio) es un violinista que siempre ha amado a Marcela sin pretender que ella lo note.
Otra historia principal, es la relación de Eva (Amelia Requena) y Ángelo (Jaime Azócar). Ella trabaja para Juan (Rafael Benavente), un tipo déspota. Ángelo es su pareja, que se aprovecha de ella y también intenta estafar a Benavente y al ser descubierto, lo mata, siendo Eva testigo de ello. Eva se caracteriza por ser una mujer bastante poco agraciada y que en su intento de huir al acoso de Ángelo por alguna razón se topa con Adrián, quien la opera y la deja igualita a como era su mujer muerta. Lo que provoca que se enamore de ella con la consiguiente oposición de Flora y sus hijos.
La tercera y última historia principal involucra a Daniela Ortiza (Jael Unger), una famosa pintora que viene del extranjero buscando a su hijo que perdió al nacer, y que por el destino lo ha criado el Pingüino (Arturo Moya Grau) y sus amigos Napoleón (Sergio Urrutia) y El Guagua (Enrique Heine), junto a sus hijos propios, Tomás (Gonzalo Robles) y Nancy (Schlomit Baytelman), además de su vecina y contrincante Elisa (Lucy Salgado), quien vendría siendo Camilo (Mario Montilles).

## Elenco
- Amelia Requena como Eva Zambrano.
- Walter Kliche como Adrián Bustamante.
- Malú Gatica como Marcela Zambrano.
- Jael Unger como Daniela Ortiza.
- Patricio Achurra como Rodolfo Urrejola.
- Ximena Vidal como María Teresa "María T" Zambrano.
- Arturo Moya Grau como El Pingüino.
- Enrique Heine como El Güagua.
- Sergio Urrutia como Napoleón.
- Lucy Salgado como Elisa.
- Paz Irarrázabal como Flora.
- Violeta Vidaurre como Fresia.
- Ana María Palma como Silvia.
- Nelson Brodt como Jorge.
- Schlomit Baytelman como Nancy.
- Jaime Azócar como Angelo.
- Yoya Martínez como Ruperta.
- Mario Montilles como Camilo.
- Armando Fenoglio como Cristóbal.
- Eduardo Naveda como Renato.
- Marta Cáceres como Greta.
- Gonzalo Robles como Tomás.
- Jorge Gajardo como Ángel.
- Rafael Benavente como Juan.
- Guillermo Bruce como Industrial de Concepción.
- Consuelo Holzapfel
- Esther Mayo
- Liliana Ross
- Soledad Silveyra
- Frankie Bravo

## Ficha técnica
- Elaboración: Protab
- Creador: Arturo Moya Grau
- Guion: Arturo Moya Grau
- Director: Jorge Caviedes
- Productor: Javier Larenas
- N° capítulos: 149
- Música: Sexteto Hindemith - Nino García

## Versiones
- Los años felices telenovela mexicana producida por Valentín Pimstein para Televisa en 1984 con Lupita Ferrer, Enrique Lizalde y Alma Muriel.